# (17807) Ericpearce
(17807) Ericpearce (1998 FT74) – planetoida z pasa głównego asteroid okrążająca Słońce w ciągu 4,5 lat w średniej odległości 2,72 j.a. Odkryta 19 marca 1998 roku.